# Taboo Tuesday 2004
Taboo Tuesday was een professionee worstel-pay-per-view (PPV) evenement dat geproduceerd werd door de World Wrestling Entertainment (WWE). Het was de eerste editie van Taboo Tuesday en vond plaats op 19 oktober 2004 in het Bradley Center in Milwaukee (Wisconsin).
Het concept van Taboo Tuesday houdt in dat fans stemmen op bepaalde vragen. Er kan bijvoorbeeld worden gevraagd wie de tegenstander van een bepaalde worstelaar moet zijn of wie de speciale gast scheidsrechter zal zijn. Voorheen gebeurde dit via online stemmen. De uitslagen van de stemmingen worden in principe van tevoren bepaald, maar meestal blijken de antwoorden van de fans sterk overeen te komen met de plannen van de WWE. Daarom worden meestal de echte uitslagen getoond.

## Stemming resultaten
| Poll                                                    | Resultaten |
| ------------------------------------------------------- | --- |
| Tegenstander voor Chris Jericho                         | *Shelton Benjamin (37,48%) *Batista (20,11%) *Jonathan Coachman (7,01%) *Christian (6,69%) *Rhyno (5,77%) *Maven (4,23%) *William Regal (3,81%) *Hurricane Helms (3,77%) *Tyson Tomko (2,49%) *Tajiri (2,36%) *Steven Richards (2,24%) *Val Venis (1,69%) *Rosey (1,10%) *Chuck Palumbo (0,68%) *Rodney Mack (0,58%) |
| Outfit voor de "Fulfill Your Fantasy Diva Battle Royal" | *School girl (53,10%) *French maid (30,03%) *Nurse outfit (16,87%) |
| Wapen voor de "Weapon of Choice match"                  | *Chain (40,84%) *Steel chair (29,93%) *Lead pipe (29,24 %) |
| Type match voor Eugene vs. Eric Bischoff                | *Loser has to have their head shaved (58,73%) *Loser has to wear a dress (20,77%) *Loser has to be the winner's servant (20,50%) |
| Type match voor Christy Hemme vs. Carmella              | *Lingerie Pillow Fight (56,48%) *Evening Gown match (33,22%) *Aerobics Challenge (10,30%) |
| Tegenstander voor Triple H                              | *Shawn Michaels (38,72%) *Edge (33,42%) *Chris Benoit (27,86%) |
| Type match voor Randy Orton vs. Ric Flair               | *Steel Cage Match (68%) *Falls Count Anywhere Match (20%) *Submission Match (12%) |

## Resultaten
| Match                                                                                            | Aantekeningen                                                     | Winnaar                                       |
| ------------------------------------------------------------------------------------------------ | ----------------------------------------------------------------- | --------------------------------------------- |
| Sgt. Slaughter vs. Muhammad Hassan (met Daivari).                                                | Dark match - single match                                         | Sgt. Slaughter, na diskwalificatie van Hassan |
| Chris Jericho (c) vs. Shelton Benjamin                                                           | Match voor de WWE Intercontinental Championship                   | Shelton Benjamin (nc)                         |
| Trish Stratus (c) vs. Molly Holly vs. Gail Kim vs. Jazz vs. Stacy Keibler vs. Nidia vs. Victoria | Fulfill Your Fantasy Battle Royal om het WWE Women's Championship | Trish Stratus (c)                             |
| Snitsky vs. Kane (met Lita)                                                                      | Weapon of Choice match                                            | Snitsky                                       |
| Eric Bischoff vs. Eugene                                                                         | "Choose the Loser's Fate" match                                   | Eugene                                        |
| Chris Benoit & Edge (c) vs. La Résistance (Sylvain Grenier en Robért Conway)                     | Tag team match voor de World Tag Team Championship.               | Chris Benoit & Edge                           |
| Carmella DeCesare vs. Christy Hemme                                                              | Lingerie Pillow Fight match                                       | Christy Hemme                                 |
| Triple H (c) vs. Shawn Michaels                                                                  | Match voor de World Heavyweight Championship                      | Triple H (c)                                  |
| Randy Orton vs.Ric Flair                                                                         | Steel Cage Match                                                  | Randy Orton                                   |

(c) huidige kampioen voor en na de match | (nc) nieuwe kampioen na de match

## Na PPV event
Nadat de PPV afgelopen was hield Vince McMahon een eerbetoon aan de medewerker Pat Patterson die zijn laatste avond bij het bedrijf werkte. Vince McMahon, Shane McMahon en Stephanie McMahon kwamen naar de ring en lieten Patterson My Way van Frank Sinatra zingen, wat hij vaak deed in karaoke bars tijdens de tours.